# La Famille Green
La Famille Green (Get Real) est une série télévisée américaine en 22 épisodes de 45 minutes, créée par Clyde Phillips et dont seulement 20 épisodes ont été diffusés entre le 8 septembre 1999 et le 12 avril 2000 sur le réseau Fox.
En France, la série a été diffusée entre le 30 juillet et le 31 août 2001 sur France 2.

## Synopsis
Cette série décrit l'univers d'une famille tout ce qu'il y a de plus réaliste mais aussi dysfonctionnelle. Mitch et Mary Green sont mariés depuis près de vingt ans et forment en apparence un couple très complice. Ils ont trois enfants : Meghan, Cameron et Kenny. Elizabeth, la mère de Mary, vit avec la famille à la suite du décès de son époux. En apparence, tout n'est que bonheur et quotidien. Mais les ennuis viennent de toutes parts. 
Mitch et Mary s'éloignent l'un de l'autre. Mary est souvent débordée par les mariages qu'elle prépare pour les autres tandis que Mitch commence à regarder les autres femmes. 
Elizabeth vit au sein de la famille Green depuis que son mari est décédé. Elle sort malgré tout avec un médecin mais elle a du mal à oublier son défunt mari. Peu à peu, elle redécouvre l'amour et les plaisirs charnels. 
Meghan, l'aînée des enfants, 
est acceptée à l’UC Berkeley, une prestigieuse université,
mais elle lâche une bombe sur ses parents lorsqu'elle annonce ne pas vouloir y aller. Elle a rompu avec son petit ami avec qui elle est restée proche. Mais très vite, elle réalise qu'elle est toujours amoureuse de lui. Malheureusement celui-ci sort avec une autre fille. Meghan est aussi très proche de son professeur de littérature au lycée, qui est plus une amie qu'un professeur. Un soir, celle-ci invite ses élèves chez elle. Après la soirée, tout le monde s'en va mais Meghan rebrousse chemin car elle a oublié quelque chose. Elle surprend alors son professeur en train de faire l'amour avec son ex-petit ami. Meghan est effondrée. Plus tard, elle parviendra à la faire démissionner du lycée en apprenant qu'elle avait déjà détourné un garçon dans un autre établissement scolaire.
Kenny est maladroit et cible de moqueries.
Cameron, lui, partage son temps entre le sport (il pratique le skateboard à l'intérieur du lycée) et les filles. Souvent, il amène des filles le soir sans même prévenir ses parents.

## Distribution
- Jon Tenney (VF : Philippe Catoire) : Mitch Green
- Debrah Farentino (VF : Danièle Douet) : Mary Green
- Christina Pickles (VF : Nicole Favart) : Elizabeth Parker
- Anne Hathaway (VF : Nathalie Karsenti) : Meghan Green
- Eric Christian Olsen (VF : Axel Kiener) : Cameron Green
- Jesse Eisenberg (VF : Emmanuel Garijo) : Kenny Green
- Scott Vickaryous (VF : Jérôme Berthoud) : Clay Forman

## Épisodes
1. Changements (Pilot)
2. Obsession (Sexual Healing)
3. Rite de passage (Passages)
4. La Vie à pleines dents (Stay)
5. Analyse d'une rumeur (Anatomy of a Rumor)
6. Panique (Performance Anxiety)
7. La chasse est ouverte (Prey)
8. Il y a de l'amour dans l'air (Big Numbers)
9. Crime et châtiments (Crime and Punishment)
10. Renoncement (Denial)
11. Le Bon Choix (Choices)
12. Absolution (Absolution)
13. La Disgrâce (Falling from Grace)
14. Cas de conscience (Tough Love)
15. L'Attente (Waiting)
16. Sauvé (Saved)
17. Le temps passe (The Distance)
18. Le Poids du secret (Guilt)
19. Tous pour un (Support)
20. Leçons d'histoire (History Lessons)
21. Le Test (Tested)
22. Le Dernier Week-end (The Last Weekend)

## Commentaires
La série joue selon les épisodes sur l'humour, le drame et l'émotion. C'est une « dramédie » qui surprend à chaque épisode. Et on pourrait rapprocher cette série de Ally McBeal avec des dialogues souvent très provocants et une mise en scène dynamique et soignée.